# Trip (Album)
Trip ist das vierte Studioalbum des deutschen Popsängers Mike Singer, das im April 2019 erschien.

## Entstehung und Veröffentlichung
Die Erstveröffentlichung von Trip erfolgte am 12. April 2019 bei Warner Music. Das Album erschien in seiner Originalausführung als CD, Download und Streaming mit zwölf Titeln (Katalognummer: 5054197-0365-3-8).
Die Lieder wurden von verschiedenen, wechselnden Autoren und Produzenten geschrieben und produziert. Mike Singer war selbst am Schreibprozess aller Lieder beteiligt.

## Titelliste
| Nr. | Titel                 | Autor(en)                                                                                               | Produzent(en)              | Länge |
| --- | --------------------- | --- | -------------------------- | ----- |
| 1.  | Trip                  | Phil Thebeat, Mike Singer, Sandzo, John Known                                                           | Phil Thebeat               | 2:32  |
| 2.  | Taub                  | Phil Thebeat, Mike Singer, Jan Platt, Karolina Schrader, Nebil Latifa, Yannick Steffen, Orry Athuriguri | Timothy Auld, Phil Thebeat | 2:50  |
| 3.  | Tinderella            | Mike Singer, Bojan Novicic, Orry Athuriguri, Iad Arslan                                                 | Iad Arslan                 | 2:33  |
| 4.  | Sei ehrlich           | Friedrich Kautz, Abaz, Elżbieta Steinmetz, Mike Singer                                                  | Abaz                       | 2:31  |
| 5.  | Air Force One         | Phil Thebeat, Mike Singer, Jan Platt, Orry Athuriguri                                                   | Phil Thebeat               | 3:15  |
| 6.  | Bon voyage            | Joshua Allery, Laurin Auth, Phil Thebeat, Mike Singer, Jan Platt, Orry Athuriguri                       | Macloud, Deats, Miksu      | 2:53  |
| 7.  | Bonnie ohne Kleid     | Choukri Gustmann, Lukas Loules, Mike Singer, Nebil Latifa                                               | Championsleak              | 2:56  |
| 8.  | Ulala (feat. Eunique) | Timothy Auld, Phil Thebeat, Mike Singer, Jan Platt, Nebil Latifa, Orry Athuriguri, Eunique              | Phil Thebeat               | 3:04  |
| 9.  | Da wo wir sind        | Friedrich Kautz, Abaz, Elżbieta Steinmetz, Mike Singer                                                  | Abaz                       | 3:16  |
| 10. | Bon bon               | Philippe Heithier, Phil Thebeat, Mike Singer, Curly                                                     | Phil Thebeat               | 2:40  |
| 11. | Warum                 | Vincent Stein, Konstantin Scherer, Wim Treuner, Mike Singer, Robin Haefs                                | Beatzarre, Djorkaeff       | 2:36  |
| 12. | Durch die Nacht       | Mike Singer, Jonathan David, Feremiah                                                                   | Jonathan David, Feremiah   | 3:24  |

## Singleauskopplungen
- Taub (Erstveröffentlichung: 30. November 2018)
- Bon Voyage (Erstveröffentlichung: 18. Januar 2019)
- Ulalala (Erstveröffentlichung: 8. März 2019; feat. Eunique)

## Rezensionen
Moritz Fehrle von laut.de schrieb zusammenfassend: „[…] Der Trip, den Mike Singer am Anfang des Albums angekündigt hat, klingt eher so als hätte er sich ein paar Globuli aus Mamas Badschrank eingeschmissen. Trotzdem ist die Platte eine erfreulich kurzweilige Angelegenheit. […] Und die ganzen Songs über Sex und Beziehungsprobleme sind derart unauthentisch, die Reime derart grottig, dass sie schon wieder ihren ganz eigenen Unterhaltungsfaktor entfalten.“

## Chartplatzierungen
Trip avancierte für Singer zum dritten Nummer-eins-Album in Deutschland und zum dritten Top-10-Album in Österreich (Rang 5). Es ist sein drittes Album, das sich gleichzeitig in allen deutschsprachigen Ländern platzieren konnte.
| ChartsChartplatzierungen | Höchstplatzierung | Wochen |
| ------------------------ | ----------------- | ------ |
| Deutschland (GfK)        | 1 (6 Wo.)         | 6      |
| Österreich (Ö3)          | 5 (1 Wo.)         | 1      |
| Schweiz (IFPI)           | 14 (1 Wo.)        | 1      |